# Slowbro
Slowbro (japanski: ヤドラン Yadoran) jedan je od 1025 fiktivnih vrsta Pokémona iz medijske franšize Pokémon, skupa Pokémon videoigara, animiranih serija, manga stripova, knjiga, igraćih karata i drugih medija kojima je tvorac Satoshi Tajiri. Svrha je Slowbroa u videoigrama, animiranoj seriji i manga stripovima, kao i svrha ostalih Pokémona, borba s divljim Pokémonima – neukroćenim stvorenjima koje igrači i likovi pronalaze dok kreću na razne avanture – i pripitomljenim Pokémonima drugih Pokémon trenera.

## Etimologijaimena
Ime Slowbro kombinacija je engleskih riječi "slow" = spor, odnoseći se na njegove usporene kretnje, i "bro" (kao riječ "brother" = brat), vjerojatno se odnoseći na bratsku vezu koju ima sa Shellderom na svom repu. 
Njegovo japansko ime glasi Yadoran, a dolazi od japanske riječi "yadokari" = rak samac.

## Pokédex podaci
- Pokémon Red/Blue: Kažu kako se Shellder koji se prihvatio na njegov rep hrani Slowpokeovim ostacima.
- Pokémon Yellow: Lijeno živi uz more. Ako Shellder otpadne s njegova repa, vraća se u stadij Slowpokea.
- Pokémon Gold: Ako je Shellder odbačen s njegova repa tijekom žestoke borbe, vratit će se natrag u običnog Slowpokea.
- Pokémon Silver: Prirodno otupljen, izgubio je sposobnost osjećanja bola zbog otrova kojeg Shellder luči.
- Pokémon Crystal: Pričvršćeni Shellder ne otpušta ugriz zbog ukusnog okusa koji curi iz njegova repa.
- Pokémon Ruby/Sapphire: Slowbroov rep na sebi ima Shelldera koji je čvrstim ugrizom pričvršćen za njega. Radi toga, rep se više ne može koristiti u svrhu pecanja. Iz tog razloga, Slowbro je primoren plivati i aktivno hvatati svoj plijen.
- Pokémon Emerald: Njegov rep na sebi ima Shelldera koji je čvrstim ugrizom pričvršćen za njega. Radi toga, rep se više ne može koristiti u svrhu pecanja. Iz tog razloga, primoren je plivati i aktivno hvatati plijen.
- Pokémon FireRed: Kada je Slowpoke otišao u lov u more, njegov je rep zagrižen od strane Shelldera, što je uzrokovalo evoluciju u Slowbroa.
- Pokémon LeafGreen: Kažu kako se Shellder koji se prihvatio na njegov rep hrani Slowpokeovim ostacima.
- Pokémon Diamond/Pearl: Iako je u normalnim okolnostima otupljen, dobije trenutak inspiracije kada Shellder na njegovom repu jače zagrize.

## U videoigrama
Jedan od načina dobivanja Slowbroa u videoigrama jest razvijanje Slowpokea na 37. razini. Pojavljuje se u većini Pokémon videoiara, iako je nedostupan u Pokémon Ruby, Sapphire i Emerald igrama, kao i u konzolnim igrama kao što su Pokémon XD: Gale of Darkness i Pokémon Colosseum. Može ga se pronaći u Pokémon Leafgreen videoigri na otocima Morske pjene, u spilji grada Ceruleana, u Šumi bobica i na otoku Cinnabaru. U Pokémon Red i Blue igrama, može ga se pronaći na Stazi 23, otocima Morske pjene i u spilji grada Ceruleana. U igri Pokémon Yellow, postoji mala šansa njegova pojavljivanja na Stazama 12 i 13, uz otoke Morske pjene. U igrama Pokémon Gold, Silver i Crystal, dostupan je samo u Slowpokeovu vrelu. 
Iako je se po Pokédex podacima Slowpoke u Slowbroa razvija tek kada Shellder zagrize Slowpokeov rep, nijedna od Pokémon videoigara zasada ne dopušta takav način evolucije.
Slowbro je prilično dobar Pokémon u borbama, ističući se u Defense i Special Attack statusima. 
U Pokémon videoigrama za Game Boy konzolu, Slowbrov je glas identičan glasu Machampa.

## Tehnike
| Prirodne tehnike                   | Prirodne tehnike | Prirodne tehnike |
| ---------------------------------- | ---------------- | ---------------- |
| Tehnika                            | Vrsta tehnike    | Razina           |
| Prokletstvo (Curse)                | ???              |                  |
| Obaranje (Tackle)                  | Normalni         |                  |
| Zijevanje (Yawn)                   | Normalni         |                  |
| Režanje (Growl)                    | Normalni         |                  |
| Vodeni pištolj (Water Gun)         | Vodeni           |                  |
| Zbunjivanje (Confusion)            | Psihički         |                  |
| Onesposobljavanje (Disable)        | Normalni         |                  |
| Glavom kroz zid (Headbutt)         | Normalni         |                  |
| Vodeni puls (Water Pulse)          | Vodeni           |                  |
| Zen glavom kroz zid (Zen Headbutt) | Psihički         |                  |
| Povlačenje (Withdraw)              | Vodeni           | 37               |
| Lijenčarenje (Slack Off)           | Normalni         | 41               |
| Amnezija (Amnesia)                 | Psihički         | 47               |
| Psihička (Psychic)                 | Psihički         | 54               |
| Ples kiše (Rain Dance)             | Vodeni           | 61               |
| Poboljšana psiha (Psych Up)        | Normalni         | 67               |

## Statistike
| HP:      | 95  |  |
| Attack:  | 75  |  |
| Defense: | 110 |  |
| Special: | 80  |  |
| SpAtk:   | 100 |  |
| SpDef:   | 80  |  |
| Speed:   | 30  |  |

Statistika Special korištena je samo tijekom prve generacije; kasnije je podijeljenja na Special Attack i Special Defense statistike.

## U animiranoj seriji
Slowbro se često pojavljuje u Pokémon animiranoj seriji, no njegovo je najznačajnije pojavljivanje bilo u epizodi "The Evolution Solution", u kojoj je Jessie iz Tima Raketa uhvatila Shelldera. Shellder je u toj epizodi ugrizao Slowpokeov rep i zajedno su evoluirali u jedinstvenog Slowbroa.
Još se jedan Slowbro pojavio u vlasništvu Pokémon koordinatorice Solidad, jedne od Mayinih glavnih protivnica koja ju je pobijedila i osvojila Kanto Grand festival.